# Beate Thalberg
Beate Thalberg (* 25. August 1967 in der Altmark, Deutschland) ist eine deutsch-österreichische Film- und Theaterregisseurin und Drehbuchautorin.

## Leben
Beate Thalberg wuchs in einer kinderreichen und sozial engagierten Familie in der DDR auf. Als Turnerin und Leichtathletin nahm sie bis zu ihrem 18. Lebensjahr regelmäßig an landesweiten Sportwettbewerben teil. Nach ihrem 12. Lebensjahr begann sie sich verstärkt fürs Theater zu interessieren und besuchte als Kind und Jugendliche seitdem Aufführungen in Berlin, Magdeburg, Schwerin, Halle, Potsdam und Leipzig.
Nach dem Abitur 1986 studierte Beate Thalberg von 1988 bis 1992 „Regie und Dramaturgie im Theater“ an der Theaterhochschule Hans Otto, heute Konservatorium für Musik und Theater Leipzig. In den Fächern Schauspielerführung, Licht und Ausstattung sowie Dramaturgie erhielt sie dabei Einzelunterricht. Die politische Wende in der DDR erlebte Beate Thalberg in Leipzig mit, wo sie studierte. Sie nahm daran seit den ersten stillen Protestaktionen im Januar und Juli 1989 teil. Nach der Wende engagierte sie sich beim Aufbau von Zeitungsredaktionen und Fernsehsendern in Ostdeutschland, daneben arbeitete sie in freien Theaterprojekten. Ende 1992 ging Beate Thalberg nach Wien, Österreich, wo sie seitdem lebt.

## Wirken
Seit Mitte der 1990er-Jahre schreibt Beate Thalberg Drehbücher und führt Regie in Dokumentarfilmen, Film-Essays und Fernsehspielen. Ihre Geschichten bewegen sich in oft verdrängten, gesellschaftspolitisch explosiven Zonen, denen sie durch das Ausleuchten individueller Schicksale und Entscheidungen einzelner Menschen auf die Spur kommt. Motive der Vergangenheit verknüpft sie meist mit aktuellen Lebensgeschichten. Familiengeheimnisse, Grenzsituationen und Übergangserlebnisse sind häufige Themen.
Beate Thalbergs Filme wurden im Fernsehen sowie im Kino in vielen Ländern Europas sowie in den USA, Kanada, Australien und Israel gezeigt.
Für Museen wie das Jüdische Museum München entstanden experimentelle Kurzfilme als künstlerische Intervention.
Theaterprojekte führten sie in die freie Szene in Wien und Berlin, ins legendäre Südbahnhotel am Semmering, auf Festivals wie das Gustav Mahler Festival Attersee sowie an das Schauspielhaus Hamburg.
2024 gab sie ihr Debüt als Buch-Autorin mit dem Noir-Krimi Die Doppelte Frau nach Motiven ihrer gleichnamigen Webserie im Molden-Verlag.

## Filme (Auswahl)
- 2025 Zeig der Welt nicht dein Herz – Kurzfilm (Drehbuch und Regie)
- 2024 ab://sent – Ein Gespräch mit den Ahnen – Kurzfilm (Drehbuch und Regie)
- 2023/2024 Das Elixier – Spielfilm, in Vorbereitung[2]
- 2021/2022: Die Doppelte Frau/Double Exposure – (Drehbuch und Regie) Série Noire (6 Episoden) für Web und Fernsehen[3].
- 2020: Das Große Welttheater[4] – Salzburg und seine Festspiele (Drehbuch und Regie) Dokumentarisches Fernsehspiel für ARTE ORF Bayerischer Rundfunk.
- Ich, hinter mir. Experimenteller Spielfilm, freie Anlehnung an Drei, vier Töne, nicht mehr. Elf Rufe von Andrea Winkler, erschienen im Zsolnay Verlag. In Postproduktion.
- 2019: Raus aus dem Korsett! – Drei Frauen und ihr Weg zum Wahlrecht[5] (Drehbuch und Regie) Dokumentarspiel für ORF und ZDF.
- 2016: Die Königin von Wien – Anna Sacher und ihr Hotel, Dokumentarfilm über das Wiener Hotel Sacher und ihre Betreiberin sowie über die Wiener Ringstraßengesellschaft um 1900. Nikolaus Geyrhalter Filmproduktion für Arte und ORF (Drehbuch und Regie)
- Elisabeth Heller – Die Jahrhundertfrau Dokumentarfilm über die 98-jährige Elisabeth Heller für ORF (Bildschnitt, Interviews, Dramaturgie), gemeinsam mit Isolde von Mersi (Idee, Interviews)
- Meine Zeit wird kommen – Gustav Mahler in den Erinnerungen von Natalie Bauer-Lechner Dokumentarspiel mit Petra Morzé, Robert Ritter, Adina Vetter, Stefan Leonhardsberger u. v. a. m., Kamera: Stephan Mussil. Tellux München/Wien für ORF/Schweizer Fernsehen/Bayerischer Rundfunk/3sat (Drehbuch und Regie)[6][7]
- Die Akte Joel aka The Joel Files[8] DoRo Wien für Arte, 3sat, WDR, ZDF, ORF, ABC, PBS (Drehbuch und Regie)

## Teilnahme an Festivals und Preise
- Rose d’Or und Spezialpreis der Stadt Montreux, Die Akte Joel[9]
- Romy Österreich für Die Akte Joel
- Beste Regie sowie Grand Prix History Film Festival Rijeka für „Das Große Welttheater“
- Romy Österreich für Die Königin von Wien – Anna Sacher und ihr Hotel[10][11]
- Bester TV-Film für „Raus aus dem Korsett!“ aka „Die Unbeugsamen“, History Film Festival Rijeka
- „Excellence in Archive Production“ für den innovativen und kreativen Einsatz von Archivmaterial in „Das Große Welttheater“, FIAT/IFTA Durban/Südafrika
- Nominierung Hofer Filmtage BildKunst Förderpreis „Die Doppelte Frau“
- Nominierung Rocky Awards Toronto Bester Spielfilm Miniserie „Die Doppelte Frau“
- Nominierung Venice TV Award Kategorie Performing Arts „Das Grosse Welttheater“
- Nominierung Grimme-Preis, Deutschland, für Die Akte Joel
- Nominierung Rose d’Or Kategorie Arts „Das Grosse Welttheater“
- Nominierung Golden Prague Film Festival Kategorie Arts „Das Grosse Welttheater“
- „Silver Award“ sowie „Certificate for Creative Excellence“, Videoart-Festival Chicago, USA, für Wer war der dritte Mann?
- Sundance Film Festival, Utah, USA[12]
- New York Jewish Film Festival[12]
- Internationale Filmfestspiele Berlin: Berlin Series
- Festival International de Programmes Audiovisuels, Biarritz
- Jüdisches Filmfestival Wien
- Warsaw Jewish Film Festival, Polen
- Palm Beach International Film Festival, USA

## Belege
1. ↑  »Der Dritte Mann« in Salzburg, auf styriabooks.at, abgerufen am 22. Januar 2024
2. ↑  ORF Topos. Abgerufen am 29. Dezember 2023.
3. ↑  "Die doppelte Frau" ist eine charmante Detektivgeschichte. 17. Juli 2021, abgerufen am 29. Dezember 2023.
4. ↑  Gerald Heidegger, ORF.at: „Das große Welttheater“: Die abenteuerliche Geschichte der Festspiele. 31. Juli 2020, abgerufen am 3. Juni 2021.
5. ↑  Isabella Wallnöfer: Frauen, die ihr Recht erkämpften. In: Die Presse. 20. Februar 2019, abgerufen am 11. Mai 2020.
6. ↑  Meine Zeit wird kommen - Gustav Mahler in den Erinnerungen von Natalie Bauer-Lechner  bei crew united, abgerufen am 27. Februar 2021.
7. ↑  Gustav Mahler, eine Korrektur, auf diepresse.com, abgerufen am 20. Mai 2020
8. ↑  Stranger No More, auf jewishweek.timesofisrael.com, abgerufen am 20. Mai 2020
9. ↑  Weg zum Dialog ermöglichen, auf wienerzeitung.at, abgerufen am 20. Mai 2020
10. ↑  Christoph Silber: Hollywood-Glanz: Die Gewinner der Akademie ROMY. In: Kurier. Abgerufen am 23. Mai 2019.
11. ↑  Romy-Preis für „Das Sacher“ und „Toni Erdmann“. 21. April 2017, abgerufen am 23. Mai 2019.
12. 1 2  DoRo-Dokumentation "Die Akte Neckermann/Joel" auf drei US-Festivals, auf derstandard.at, abgerufen am 20. Mai 2020

| Personendaten    | Personendaten                                                            |
| ---------------- | ------------------------------------------------------------------------ |
| NAME             | Thalberg, Beate                                                          |
| KURZBESCHREIBUNG | deutsch-österreichische Film- und Theaterregisseurin und Drehbuchautorin |
| GEBURTSDATUM     | 25. August 1967                                                          |
| GEBURTSORT       | Altmark, Deutschland                                                     |